# Anna Boczkowska
Anna Boczkowska (ur. 1 lutego 1938 w Częstochowie zm. 1 listopada 2024 w Warszawie) – doktor nauk humanistycznych, historyczka sztuki specjalizująca się w rzeźbie i malarstwie XV wieku, realizatorka telewizyjnych filmów o sztuce. Córka Mariana Spychalskiego, Marszałka Polski, w latach 1957-1968 ministra obrony narodowej. Żona Krzysztofa Boczkowskiego, poety, tłumacza, profesora medycyny.

## Wykształcenie
Historia sztuki na Uniwersytecie Warszawskim w latach 1960-1965, (magisterium), doktorat w 1975 na Uniwersytecie Warszawskim na podstawie pracy Hieronim Bosch. Symbolika astrologiczna jego dzieł, opublikowanej w 1977 przez wydawnictwo Ossolineum. 
British Council Fundacji K. Lanckorońskiej oraz ministra kultury i dziedzictwa narodowego (2007).

## Twórczość
Autorka książek i artykułów naukowych poświęconych sztuce dawnej i współczesnej. W. Gibson w bibliografii swojej książki Hieronymus Bosch zamieścił jej artykuły dotyczące tego malarza z komentarzem "wartość naukowa". Książka Herkules i Dawid z Rodu Jagiellonów została zrecenzowana w „The Burlington Magazine”.
W latach 1969–1974 realizatorka filmów poświęconych sztuce polskiej z udziałem takich historyków sztuki jak prof. S. Mossakowski (Pieczęć Kopernika), A. Ryszkiewicz (Aleksander Kucharski: życie i twórczość), W. Tatarkiewicz, (Architektura klasycyzmu w Warszawie, 1969).
Członkini Stowarzyszenia Historyków Sztuki i Stowarzyszenia Pisarzy Polskich. Pracownik naukowy Instytutu Sztuki Polskiej Akademii Nauk w latach 1975-1996. Laureatka Nagrody Stowarzyszenia Historyków Sztuki za pracę magisterską w 1965 i dwóch "Pegazów" na Festiwalu Filmów o Sztuce w Zakopanem za program Wawel (1970) i Nagrobek Kazimierza Jagiellończyka (1973). 

## Wybrane  publikacje
- Hieronim Bosch, wyd. Arkady, Warszawa 1972
- Hieronim Bosch, Astrologiczna symbolika jego dzieł, wyd. Ossolineum, Wrocław-Warszawa- Kraków-Łódź-Gdańsk 1977
- Triumf Wenus i Luny. Pasja Hieronima Boscha, Wydawnictwo Literackie, Kraków 1980
- Herkules i Dawid z rodu Jagiellonów, Ośrodek Wydawniczy Zamku Królewskiego w Warszawie ARS REGIA, Warszawa 1993
- Sarkofag Władysława II Jagiełły i Donatello. Początki Odrodzenia w Krakowie, Wyd. Słowo/obraz terytoria, Gdańsk 2011